# Сю, Эжен
Эже́н Сю (Мари́ Жозе́ф Эже́н Сю, фр. Marie Joseph Eugène Sue; 26 января 1804, Париж — 3 августа 1857, Анси) — французский писатель, основоположник уголовно-сенсационного жанра массовой литературы.

## Биография
Эжен Сю родился 26 января 1804 года в городе Париже в семье врача. Его крёстными становятся представители семьи Наполеона: жена, Жозефина Богарне, и пасынок, Евгений Богарне.
В 1825—1827 годах в качестве военного врача участвовал в морских экспедициях на Гваделупу, Мартинику и Антильские острова. Корвет «Бреслав», на котором он плыл, принял участие в кровопролитном Наваринском сражении. Его отец, известный хирург, скончался в 1830 г. и оставил сыну миллионное состояние, что позволило Сю жить «на широкую ногу» и вести образ жизни парижского денди, отдавшись исключительно литературе.
В ранних произведениях Сю — повестях и романах из морского быта — ощущается влияние Фенимора Купера. Яркий представитель неоромантизма. Наряду со Стивенсоном, Дефо, Дюма, В. Скоттом, Жюлем Верном и т. д. Самые известные из них — «Кернок-пират» («Kernock le pirate», 1829), «Цыган» («El Gitano», 1830), «Атар Гюль» («Atar Gull», 1831), «Саламандра» («La Salamandre», 1832), «Коатвенская сторожевая башня» («La Vigie de Koat Ven», 1833).
Уже в первых произведениях Сю проявился его талант рассказчика и вместе с тем характерное для его зрелых сочинений соединение жестокости и юмора. В его исторических романах «Латреомон» («Latréaumont», 1837), «Маркиз де Леторьер» («Le Marquis de Letorriere», 1839), «Жан Кавалье» («Jean Cavalier», 1840) влияние Вальтера Скотта сочетается с элементами готического романа.
За протест против государственного переворота Наполеона III, произошедшего в 1851 году, писатель был выслан из Парижа. Скончался в 1857 в Анси.

## Бытовые и социальные романы
За историческими романами последовали бытовые (иногда их именуют «салонными»), написанные под влиянием Шодерло де Лакло и Б. Констана: «Артюр» («Arthur», 1838), «Чёртов холм» («Morne au Diable»), «Тереза Дюнуайе» («Therese Dunoyer»), «Паула Монти» («Paula Monti», все — 1842). В этой группе наибольший интерес представляет роман «Матильда» («Mathilde ou Memoires d’une jeune femme», 1841), который имел в своё время чрезвычайно громкий успех (в том числе и в России) и который собирался перевести на русский язык Достоевский. В «Матильде» дана яркая картина современной Сю общественной жизни, ощущается влияние дружившего с Сю в молодые годы Оноре де Бальзака (который, правда, осудил этот роман). Там же впервые встречается афоризм: «Месть — это блюдо, которое следует подавать холодным» («La vengeance se mange très-bien froide»)

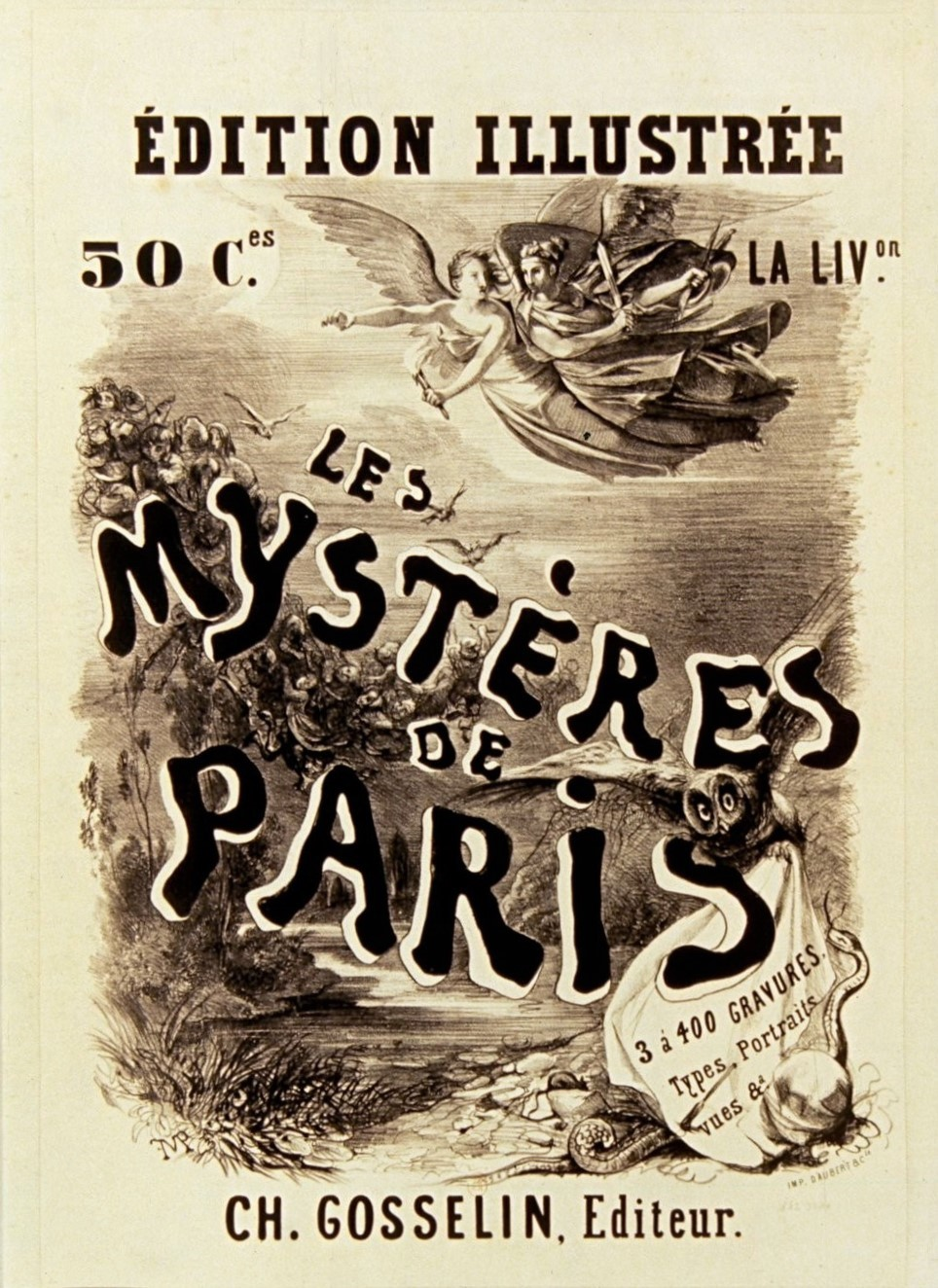
Титульный лист первого отдельного издания романа «Парижские тайны»

Все названные произведения составляют, однако, лишь подготовительный период в творчестве Сю; его литературная слава основана не на них, а на социально-авантюрных романах, написанных в 1840-х годах. Сю проникся социалистическими теориями, волновавшими тогдашнюю Францию и подготовившими движение 1848 года; он стал сторонником философских и экономических учений Фурье, Ламенне, Кабе, Сен-Симона и Прудона. Источник всех человеческих страданий он видит в эгоизме общественной организации.
Индивидуальная нравственность обусловлена, по убеждению Сю, общественным строем. Все общество виновато в преступлениях и пороках пролетариата. Сю выступает пламенным защитником интересов низшего класса и страстно обличает аристократию и духовенство как виновников страданий народа. Этим духом проникнуты знаменитые в своё время и переведённые на все европейские языки романы «Парижские тайны» («Les Mystères de Paris», 1842—1843), «Вечный жид» («Le Juif errant», 1844—1845), а также 16-томный исторический роман-река «Тайны народа» («Mysteres du Peuple», 1849—1857). Сю писал их в виде романов-фельетонов, имевших огромный успех. Помимо актуального идейного содержания, романы эти увлекали драматическим изложением, фантастичностью, сложностью интриги, драматизмом и неожиданностью бесконечно разнообразных эпизодов. С другой стороны, психологический схематизм и нарушения правдоподобия оттолкнули от Сю читателей последующих поколений.
Среди других романов Сю: «Мартен-найдёныш» («Martin, l’enfant trouve», 1847), цикл «Семь смертных грехов» («Les Sept Peches Capitaux», 1847—1851), «Дети любви» («Les Enfants de l’аmour», 1850), «Жильбер и Жильберта» («Gilbert et Gilberte», 1853), «Фернан Дюплесси» («Ferdinand Duplessis», 1851—1853), «Семья Жуффруа» («La famille Geoffroy», 1853—1854). В молодости Сю сочинил в сотрудничестве с другими авторами несколько водевилей и драм: «Сын человеческий» («Le fils de l’homme», 1830), «Государственная тайна» («Le Secret d’Etat», 1841) и др.), a впоследствии переделал для сцены некоторые свои нашумевшие романы и повести (в том числе «Латреомон», «Матильда», «Парижские тайны» и «Вечный Жид»).
После революции 1848 года и провозглашения Второй республики Эжен Сю вступает в партию социалистов-демократов Луи Блана и издаёт газету «Деревенский республиканец». Он был избран депутатом Законодательного собрания (1850), получив 126 тысяч голосов, но выдающейся роли в политической жизни ему сыграть не удалось. В своём послереволюционном романе «Тайны народа» писатель рассматривал революцию как социальную необходимость, и книга попала под запрет (писателю вменялось, что в романе содержатся «призывы к восстанию», оправдывается «насилие и цареубийство», причём эти «акты изображаются в качестве справедливых и законных репрессалий, которыми пролетарии вправе действовать против государя, дворянства, духовенства, властей», содержится «агитация красного знамени», «собственность трактуется как кража, возбуждается ненависть к конституционному правительству» и т. д.).
После государственного переворота Наполеона III 2 декабря 1851 года он оказался в добровольной ссылке в Савойе, в ту пору не входившей в состав Франции. Последние годы жизни писателя прошли в живописных, но совершенно изолированных от бурной политической жизни местах — на берегу озера Анси.

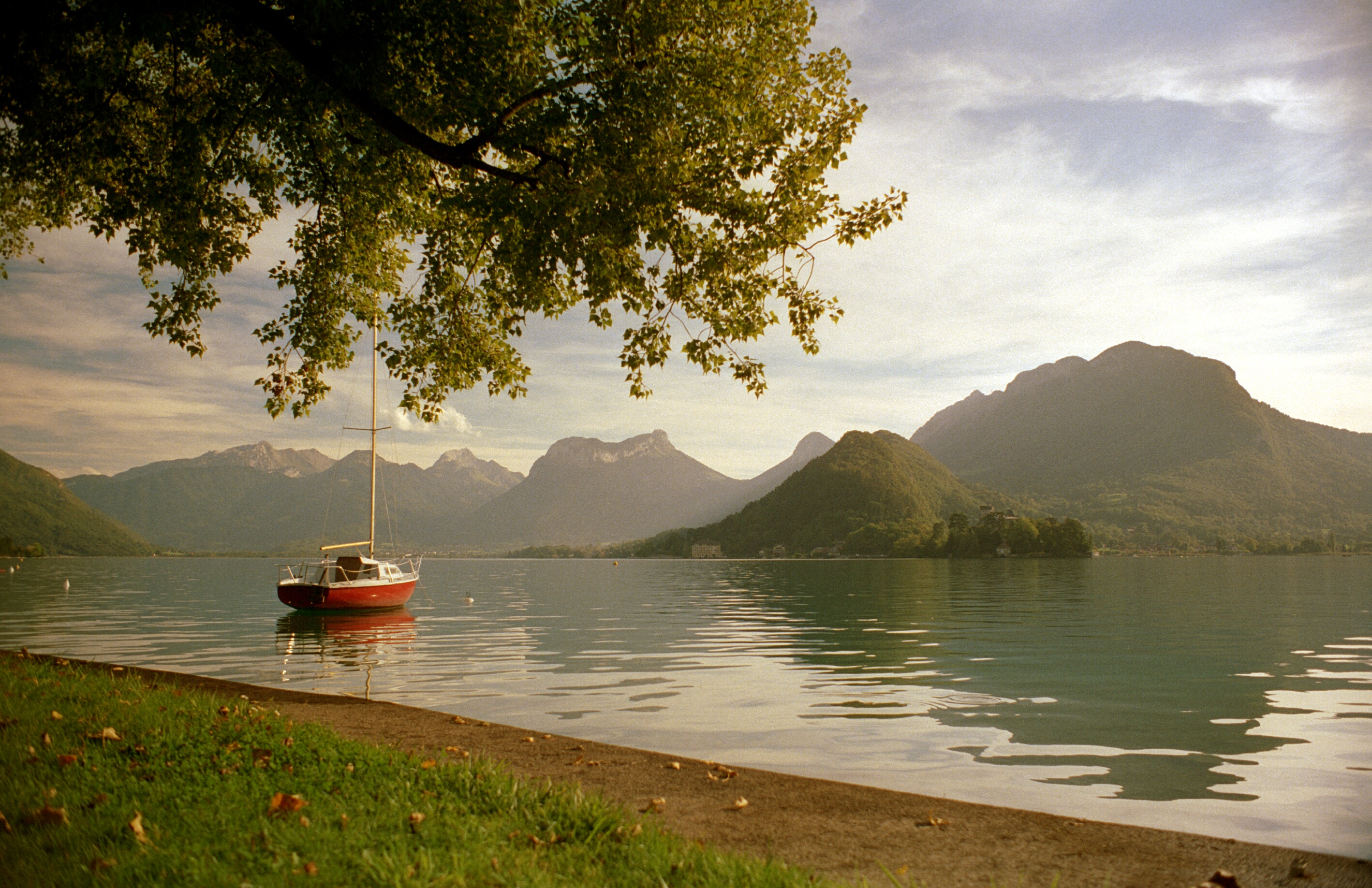
Вид на озеро Анси

## Эжен Сю и Россия
В России интерес к творчеству Сю проявился уже в самом начале 1830-х годов. Роман «Плик и Плок», изданный в 1831 году, уже в 1832 году появился в русском переводе. Публикации переводов его морских повестей и сочувственные статьи о его творчестве чередовались с материалами критического характера. Среди переводчиков был и молодой Гончаров (перевод фрагмента из «Атар-Гюля» стал началом его литературной карьеры). Особый же успех выпал в России на долю «Парижских тайн» (во многом по их образцу были написаны «Петербургские трущобы» Вс. Крестовского). По мнению исследовавшей эту проблему Е. Б. Покровской, по количеству переводов на русский язык Сю следовал непосредственно за Бальзаком и Гюго.

## Галерея

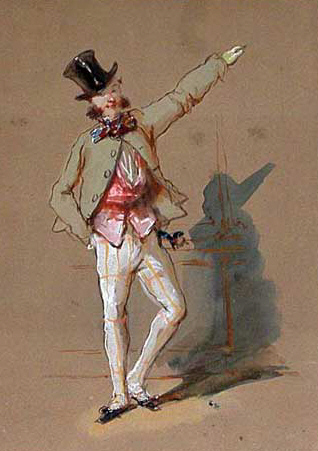
П. Гаварни Парижский денди акварель
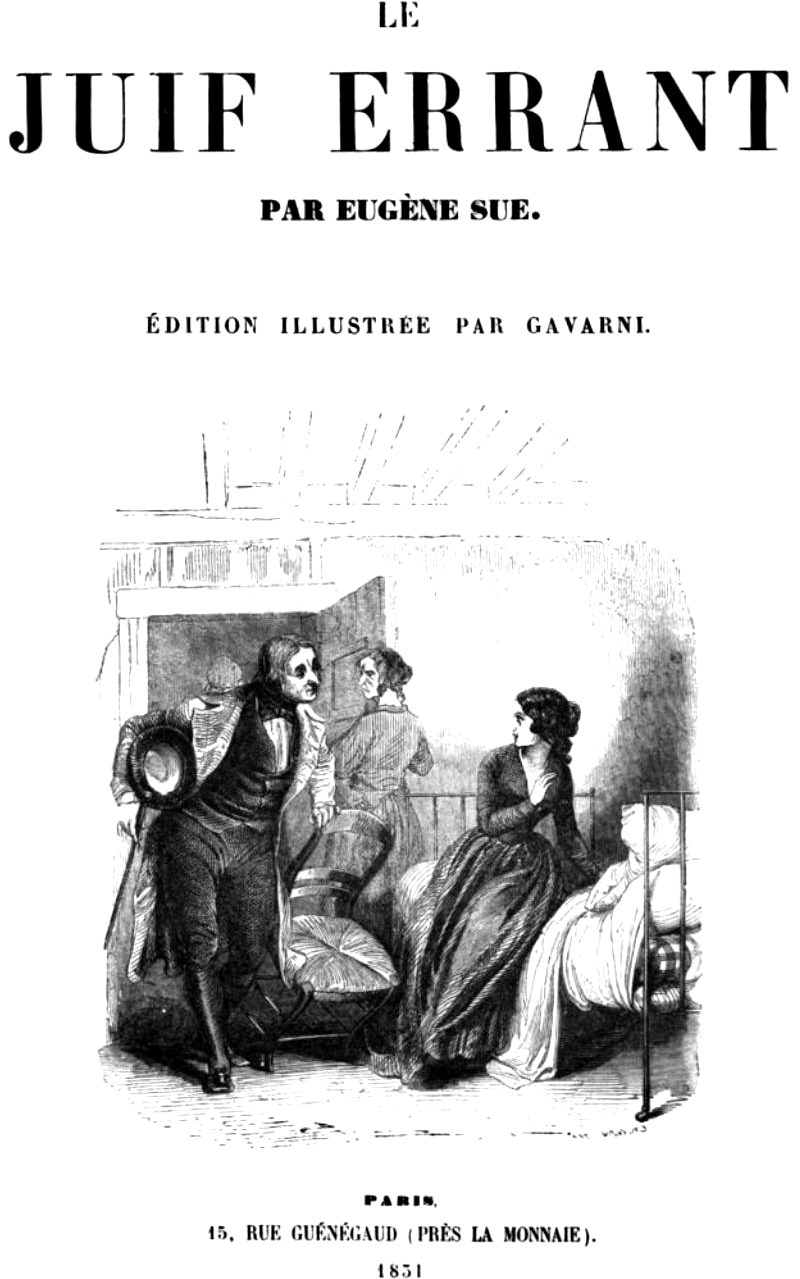
Титульный лист первого отдельного издания романа «Вечный Жид»
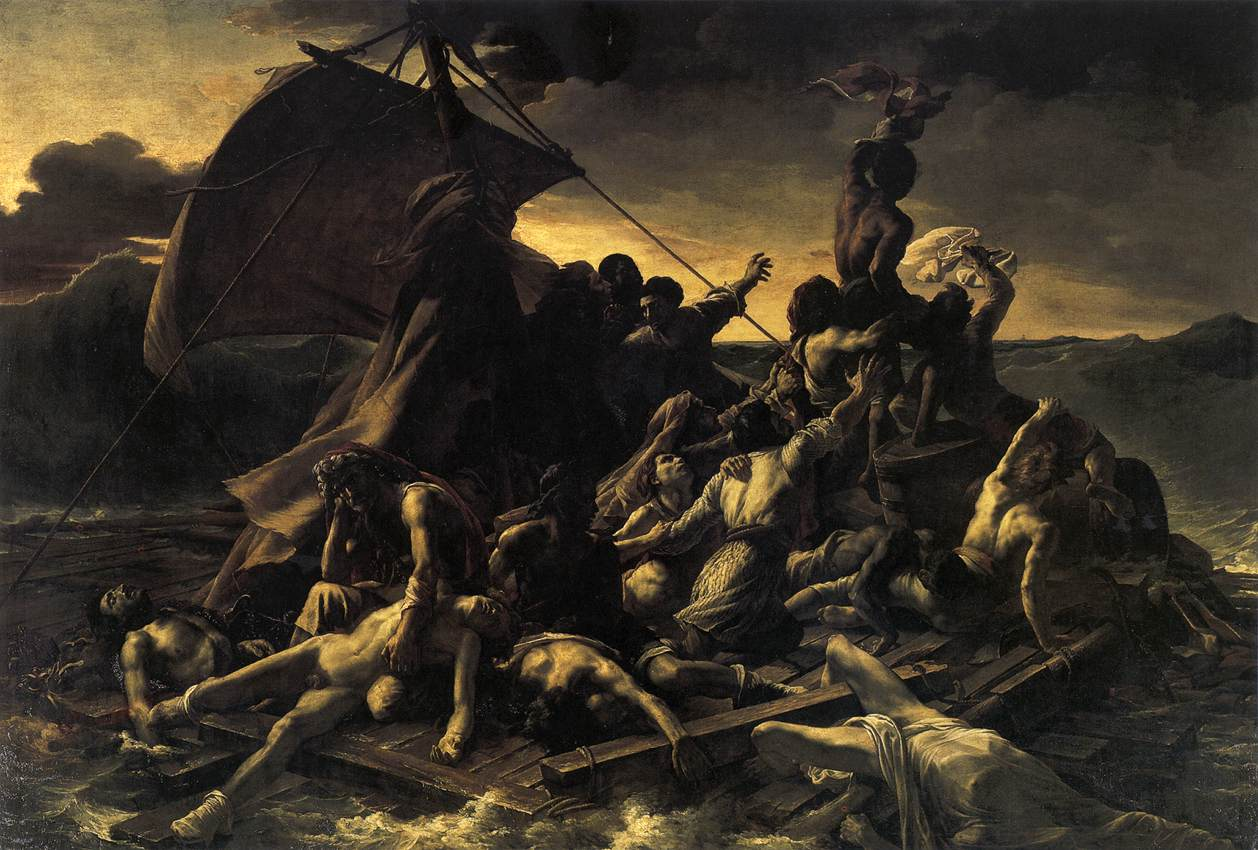
Роман «Саламандра» перекликается по сюжету с картиной Т. Жерико Плот «Медузы», 1819 год